# Rune Gustafsson (Leichtathlet)
Rune Gustafsson (* 1. Dezember 1919; † 25. Juni 2011) war ein schwedischer Mittelstreckenläufer.

## Karriere
Bei den Europameisterschaften 1946 in Oslo gewann er in 1:51,0 Minuten den 800-Meter-Lauf vor dem Dänen Niels Holst-Sørensen und dem Franzosen Marcel Hansenne. Elf Tage später stellte er mit 2:21,4 Minuten einen Weltrekord im 1000-Meter-Lauf auf und verbesserte dabei den alten Rekord von Rudolf Harbig um eine Zehntelsekunde. Der Weltrekord wurde zwei Jahre später von Hansenne eingestellt und 1952 von Olle Åberg unterboten.
Im September 1947 war Gustafsson an einem weiteren Weltrekord in der 4-mal-880-Yards-Staffel beteiligt. Ein Quartett in der Besetzung Hans Liljekvist, Ingvar Bengtsson, Olle Lindén und Gustafsson lief in Stockholm 7:29,0 min.
1946 war Gustafsson Weltjahresbester über 800 Meter und über 1000 Meter. Er setzte seine Karriere noch bis 1951 fort, kam aber nicht mehr an seine Leistungen von 1946 heran.
Rune Gustafsson war als aktiver Sportler 1,78 m groß und wog 58 kg.

## Bestzeiten
- 800 m: 1:50,0 min, 27. August 1946, Malmö
- 1000 m: 2:21,4 min, 4. September 1946, Borås
- 1500 m: 3:47,4 min, 18. Juli 1944, Malmö